# Meurthe
Meurthe este un râu în regiunea franceză Lorena, în lungime de 170 km și având un debit mediu de 41 {\displaystyle m^{3}}/s. Izvorăște din Munții Vosgi și se varsă în râul Mosela, fiind al treilea afluent, ca marime.

## Orașele traversate
- Le Valtin
- Fraize
- Saint-Dié-des-Vosges
- Raon-l’Étape
- Baccarat
- Lunéville
- Dombasle-sur-Meurthe
- Nancy